# Michel Talagrand
Michel Talagrand (Béziers, 15 febbraio 1952) è un matematico francese, conosciuto per i contributi in analisi funzionale e in teoria della probabilità, per i quali gli è stato assegnato nel 1995 il Premio Loève, nel 1997 il Premio Fermat e nel 2024 il premio Abel.